# Klaus Bonhoeffer
Klaus Bonhoeffer, född 5 januari 1901 i Breslau, död 23 april 1945 i Berlin, äldre bror till Dietrich Bonhoeffer, mördad av Gestapo, strax innan Röda armén intog Berlin.